# Engelkerk

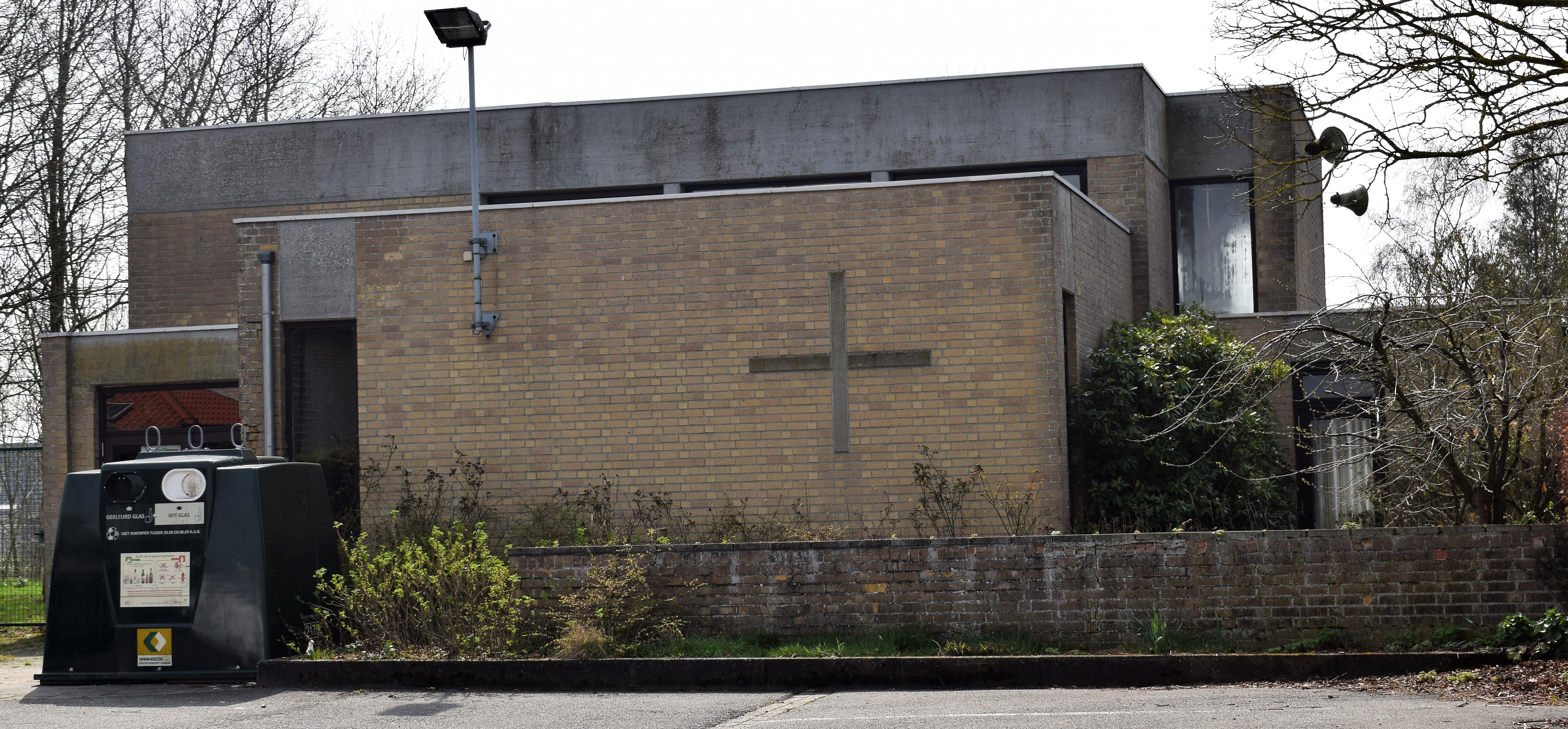
Engelkerk

De Engelkerk was een rooms-katholiek kerkgebouw in de tot de plaats Ichtegem behorende wijk De Engel, gelegen aan de Zeemeeuwstraat.
Deze kerk werd gebouwd in 1979 als bijkerk voor de Sint-Michielsparochie te Ichtegem. De kerk, in modernistische stijl (wel ondergebracht bij het brutalisme), is een zaalkerk met een plat dak. Er is geen toren en de enige uitwendige versiering is een betonnen kruis in de voorgevel. De kerk en bijgebouwen hebben allemaal platte daken. De kerk is gewijd aan de Aartsengel Gabriël.
Sinds 2014 wordt het kerkgebouw niet meer gebruikt voor de eredienst.